# Zimbabwe nos Jogos Olímpicos de Verão de 2012
O Zimbabwe competiu nos Jogos Olímpicos de Verão de 2012, que aconteceram na cidade de Londres, no Reino Unido, de 27 de julho até 12 de agosto de 2012.

## Desempenho

### Atletismo
Os atletas do Zimbabwe até agora alcançaram índices de classificação nos seguintes eventos (máximo de três atletas por índice A e um por índice B):
Eventos com um atleta classificado por índice A:
- 100 m masculino
- Salto em distância masculino
- Maratona feminina

Eventos com um atleta classificado por índice B:
- Maratona masculina

### Natação
Feminino
| Atletas         | Evento       | Eliminatórias | Eliminatórias | Semifinal   | Semifinal | Final       | Final       |
| Atletas         | Evento       | Tempo         | Posição       | Tempo       | Posição   | Tempo       | Posição     |
| --------------- | ------------ | ------------- | ------------- | ----------- | --------- | ----------- | ----------- |
| Kirsty Coventry | 100 m costas | 1min00s24 Q   | 15º           | 1min00s39   | 14º       | Não avançou | Não avançou |
| Kirsty Coventry | 200 m costas | 2min08s14 Q   | 3º            | 2min08s32 Q | 6º        | 2min08s18   | 6º          |
| Kirsty Coventry | 200 m medley | 2min10s51 Q   | 2º            | 2min10s93 Q | 8º        | 2min11s13   | 6º          |

### Remo
Masculino
| Equipe                 | Evento        | Eliminatórias | Eliminatórias | Repescagem | Repescagem | Quartas | Quartas | Semifinal | Semifinal | Final   | Final                |
| Equipe                 | Evento        | Tempo         | Posição       | Tempo      | Posição    | Tempo   | Posição | Tempo     | Posição   | Tempo   | Posição (Pos. final) |
| ---------------------- | ------------- | ------------- | ------------- | ---------- | ---------- | ------- | ------- | --------- | --------- | ------- | -------------------- |
| James Fraser Mackenzie | Skiff simples | 7m16s83       | 5º R          | 7m19s85    | 4º S E/F   | BYE     | BYE     | 7m33s81   | 3º FE     | 7m46s49 | 6º (30º)             |

### Triatlo
| Atleta              | Evento    | Natação (1,5 km) | Ciclismo (40 km) | Corrida (10 km) | Tempo total | Posição |
| ------------------- | --------- | ---------------- | ---------------- | --------------- | ----------- | ------- |
| Christopher Felgate | Masculino | 18m09            | 59m36            | 34m51           | 1h53m53     | 52º     |